# Bewafaa
Bewafaa (in italiano "Infedele") è un film indiano del 2005 diretto da Dharmesh Darshan. Protagonisti del film sono Akshay Kumar,  Anil Kapoor, Kareena Kapoor, Sushmita Sen, Shamita Shetty, Manoj Bajpai e Kabir Bedi.